# Of Doom and Death
Of Doom and Death è il secondo album in studio del gruppo musicale power metal tedesco Savage Circus.

## Tracce
1. Of Doom and Death – 6:30
2. The Ordeal – 7:02
3. Devil's Spawn – 6:37
4. Chasing the Rainbow – 7:08
5. Empire – 7:31
6. Ballad of Susan – 5:48
7. Legend (of Leto II) – 7:03
8. From the Ashes – 7:27
9. Dreamland (strumentale) – 2:32

## Formazione

### Gruppo
- Jens Carlsson – voce
- Piet Sielck – chitarra
- Emil Norberg – chitarra
- Yenz Leonhardt – basso
- Mike Terrana – batteria

### Produzione
- Piet Sielck – produzione, missaggio, mastering
- Felipe Machado Franco – artwork, grafica